# Xenandra agria
Xenandra agria är en fjärilsart som beskrevs av William Chapman Hewitson 1847. Xenandra agria ingår i släktet Xenandra och familjen Riodinidae. Inga underarter finns listade i Catalogue of Life.

## Bildgalleri

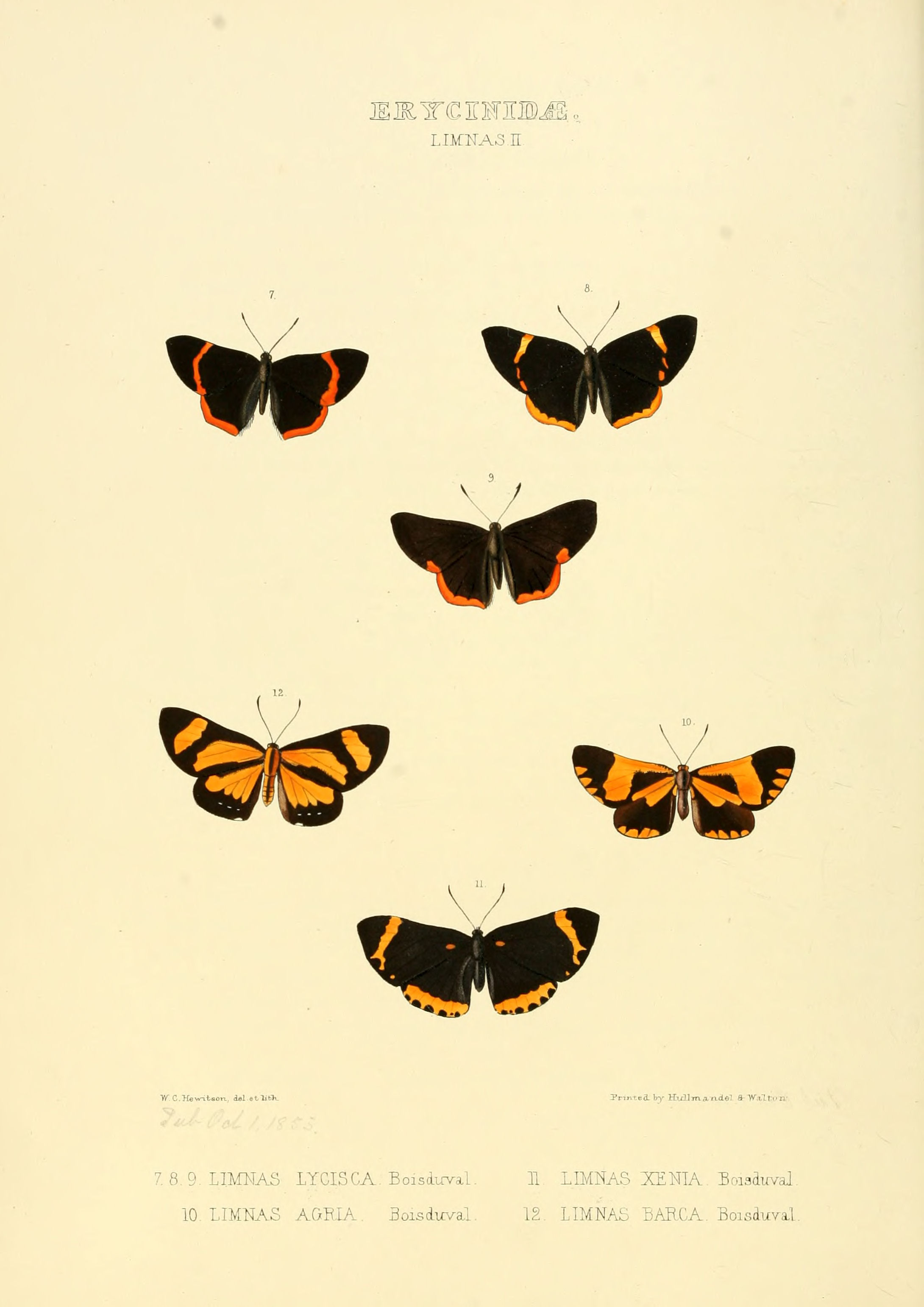